# Leonardo (ur. 1986)
Leonardo, właśc. Leonardo José Aparecido Moura (ur. 9 marca 1986 w Guarulhos w stanie São Paulo, Brazylia) – brazylijski piłkarz grający na pozycji obrońcy.

## Kariera piłkarska

### Kariera klubowa
Wychowanek Santosu FC, w którym rozpoczął piłkarską karierę w 2004. W lipcu 2005 podpisał kontrakt z ukraińskim Szachtarem Donieck, w którym spotkał kilku swoich rodaków. Nieczęsto występował w podstawowym składzie, dlatego był wypożyczony do brazylijskich klubów Santosie FC, São Caetano, CR Vasco da Gama i Grêmio Prudente. W styczniu 2011 ponownie wypożyczony, tym razem do Avaí FC, a potem do Atlético Goianiense. Na początku 2012 Atlético Goianiense wykupił transfer piłkarza.

## Kariera reprezentacyjna
Występował w swojej karierze w juniorskiej reprezentacji Brazylii, z którą w 2003 roku wziął udział w Mistrzostwach Świata U-17, gdzie Brazylia została mistrzem świata.

## Sukcesy

### Sukcesy klubowe
- mistrz Brazylii: 2004
- mistrz Ukrainy: 2006
- mistrz Campeonato Paulista: 2007

### Sukcesy reprezentacyjne
- mistrz Świata U-17: 2003